# Tomasz Pokora
Tomasz Pokora (ur. 19 czerwca 1974) – polski lekkoatleta, specjalizujący się w biegach sprinterskich.

## Osiągnięcia
- Mistrzostwa Polski seniorów w lekkoatletyce
  - Piła 1994 – brązowy medal w biegu na 100 m
  - Kraków 2000 – srebrny medal w sztafecie 4 × 100 m

- Halowe mistrzostwa Polski seniorów w lekkoatletyce
  - Spała 1994 – brązowy medal w biegu na 200 m
  - Spała 1995 – srebrny medal w biegu na 100 m, srebrny medal w biegu na 200 m
  - Spała 1996 – srebrny medal w biegu na 200 m, brązowy medal w biegu na 100 m
  - Spała 1998 – srebrny medal w biegu na 200 m

- Puchar Europy w lekkoatletyce
  - Walencja 1994 – II m. w sztafecie 4 × 100 m

## Rekordy życiowe
- bieg na 60 metrów
  - hala – 6,82 (Spała 1998)
- bieg na 100 metrów
  - stadion – 10,64 (Kraków 1997)
- bieg na 200 metrów
  - stadion – 21,46 (Kraków 2000)
  - hala – 21,85 (Spała 1998)